# Геворг II Гарнеци
Геворг II Гарнеци (арм. Գևորգ Բ Գառնեցի) — армянский церковно-государственный деятель IX века, Католикос всех армян в 877—897 годах.

## Жизнь и деятельность
Родился в Гарни, дата рождения неизвестна. В 877 благодаря поддержке Ашота Багратуни был избран католикосом. Способствовал восстановлению армянской государственности. В 885 году помазал Ашота в цари Армении, а после его смерти в 890 году — его сына Смбата, что вызвало недовольство Абаса Багратуни, дяди Смбата. Однако Геворк сумел уладить споры между Смбатом и Абасом, а также между домами Багратуни и Арцруни. В 894 году попытался вести мирные переговоры с эмиром Азербайджана Афшином, но был захвачен им в плен. Через два месяца был освобождён благодаря заплаченному Амамом Аревелци выкупу. Умер в 897 году в Васпуракане, похоронен в монастыре Дзораванк недалеко от города Ван.
Сохранилось его письмо, отправленное Сирийскому патриарху Иоанну (арм. «Թուղթ առ Յոհան Ասորի»), в котором Геворг рассказывал о священных обрядах Армянской церкви, затрагивал спорные вопросы, в частности, об уместности использования пресного хлеба во время Евхаристии.

## Память
В родной деревне Геворга II в 2009 году была открыта воскресная школа его имени.